# خاندان تجاسبی
تِجاسبی یا تجاسپی نام خاندانی است که از اوایل سده هشتم تا نیمه دوم سده نهم در رشت حکومت می‌کردند. از جمله رخدادهای مهم در تاریخ این خاندان مقاومت آنها به همراه مردم و سایر حکام گیلان در برابر حمله اولجایتو، ایلخان مغول به گیلان در ۷۰۶ است.
هنگامی که سیدعلی کیا، مؤسس حکومت کیاییان (۷۷۰–۱۰۰۱)، پس از تصرف تنکابن، وارد گیلان بیه پیش (شرق گیلان) شد و امیره نوپاشا ناصروند، حاکم رانکوه و لاهیجان، پس از مدتی ستیز سرانجام به اتحاد با او راضی شد، امیره محمد تجاسبی حاکم رشت، و سایر امرای گیلان بیه پس (غربِ گیلان) او را از این کار برحذر داشتند و به جنگ با سیدعلی کیا ترغیب کردند. پس از پیروزی سیدعلی کیا بر امیره نوپاشا، بیشتر ساکنان گیلانِ بیه پیش ــ که سنّی مذهب بودند ــ به شیعه زیدی گرویدند و برخی که در مذهب پیشین خود باقی مانده بودند، به امیره محمد تجاسبی پناه بردند.
گسترش نفوذ سادات کیایی در گیلانِ بیه پیش، دامنه اقتدار خاندان تجاسبی را محدود کرد. کشمکش میان خاندان تجاسبی و کیاییان نیز در زمان امیره فلک الدین، پسر و جانشین امیره محمد، و امیره محمد پسر امیره فلک الدین ادامه داشت تا اینکه سرانجام بینشان صلح برقرار شد. این صلح دیری نپایید و از ۷۸۹ تا ۷۹۱ کشمکش میان امیره محمد تجاسبی و امیره دُبّاج فومنی، از امیران اسحاقوَندان حاکم بر فومن، با سیدعلی کیا، به قتل سیدعلی کیا منجر شد. پس از این واقعه سرزمینهای کیاییان به تصرف خاندان تجاسبی درآمد. امیره دبّاج که از اقتدار خاندان تجاسبی نگران شده بود، توطئه کرد و امیره محمد را در فومن به زندان انداخت و مناطقی را که سابقاً در تصرف کیاییان بود به آنان برگرداند. امیره ساسان گسکری که از حامیان امیره محمد بود، به جنگ حاکم فومن رفت و پس از پیروزی، امیره محمد را به حکومت رشت بازگردانید.
امیره فلک الدین تجاسبی به رغم وصلت با خانواده امیره دبّاج، به دشمنی با او ادامه داد و پس از درگذشت امیره دبّاج، سلطان محمد (پسر امیره دبّاج و داماد خود) را به امیره علاءالدین، که پسر دیگر امیره دبّاج و رقیب سلطان محمد بود، سپرد. امیره علاءالدین، سلطان محمد را به قتل رساند و با همسر سلطان محمد ازدواج کرد. فلک الدین در اواخر عمر به سبب رقابت پسرش امیره محمد بر سر حکومت رشت و حمایت امیره علاءالدین از او، حکومت را رها کرد و به مکه رفت. پس از بازگشت با کمک سیدرضا کیا، حاکم لاهیجان، دوباره به حکومت رشت رسید، اما پس از مدت کوتاهی بر اثر حمله پسر و دامادش به کوهدم یا کهدم گریخت و به امیره اَنْوَز حاکم کوهدم پناه برد. امیره انوز در آغاز وی را با احترام پذیرفت، اما به دنبال تهدیدات امیره علاءالدین، او را به امیره محمد تحویل داد و امیره محمد نیز فوراً پدرش را به قتل رساند.
امیره محمد در دوره حکومت خود برادر و دو فرزند خود و یک نواده اش را نیز به قتل رساند. وی گاه با اسحاقوندان فومن و گاه با سادات کیایی (کیاییان) لاهیجان متحد می‌شد. امیره محمد در ۸۶۳ مغلوب امیره علاءالدین و سپاهیان لاهیجان گردید و پس از فرستادن تجاسب، فرزند خردسالش، نزد نظام الدین یحیی (یکی از امرای کیایی) با کشتی به باکو گریخت. تجاسب تحت سرپرستی نظام الدین یحیی دو ماه حاکم رشت شد، اما به خواهش امیره علاءالدین (حاکم فومن) و رستم کوهدمی (پدر امیره انوز) برکنار و به دیلمان تبعید شد. امیره محمد در ۸۶۵ بار دیگر به رشت بازگشت، اما مغلوب مخالفان شد و ناگزیر به امیره علاءالدین پناه برد. او نیز به توصیه سلطان محمد دوم کیایی، حاکم لاهیجان که پس از فرار امیره محمد، حاکم گیلان شده بود، امیره محمد را در ۸۶۶ کشت. پس از مرگ امیره محمد، حکومت تجاسبی عملاً منقرض شد و کوششهای امیره فلک الدین برادرزاده امیره محمد، و امیره بهادر پسرعموی امیره فلک الدین، بعد از ۸۷۳ برای احیای حکومت تجاسبی نتیجه‌ای نداشت. این دو تن پس از شکست خوردن از مخالفان، در لاهیجان زندانی شدند. امیره فلک الدین در ۸۸۰ درگذشت و امیره تجاسب پسر امیره محمد در ۸۸۲ در دیلمان از دنیا رفت. پس از انتشار خبر مرگ امیره تجاسب، امیره انوز کوهدمی مردی را به نام کاذب تجاسب ــ که ادعای فرزندی امیره محمد را داشت ــ در حمایت خود گرفت و عازم تصرف رشت شد، اما از سپاه مشترک کیاییان لاهیجان و اسحاقوندان فومن شکست خورد و به طارم گریخت. پس از انقراض خاندان تجاسبی، حکومت رشت به دست اسحاقوندان فومن افتاد.